# مايك جونسون (سياسي)
مايك جونسون (بالإنجليزية: Mike Johnson)‏ هو محامي ومقدم برامج إذاعية وصحفي وسياسي أمريكي، ولد في 30 يناير 1972 في الولايات المتحدة. حزبياً، نشط في الحزب الجمهوري. وقد في انتخابات مجلس النواب الأمريكي 2016، انتخب عضو مجلس النواب الأمريكي عن دائرة الدائرة الانتخابية الرابعة للويزيانا ‏ وقد انضم خلال فترته النيابية ‏ (3 يناير 2017 – 3 يناير 2019) للكتلة البرلمانية الحزب الجمهوري وانتخب عضو مجلس النواب الأمريكي عن دائرة الدائرة الانتخابية الرابعة للويزيانا ‏ (3 يناير 2017 – ) وانتخب عضو مجلس نواب لويزيانا.
(25 أكتوبر 2023) انتخب مايك جونسون رئيساً لمجلس النواب الأميركي.

## وصلات خارجية
- الموقع الرسمي